# Velká Ukrajina
| 90-75% 75-50% 50-25% | 25-10% 10-5% 5-2% |

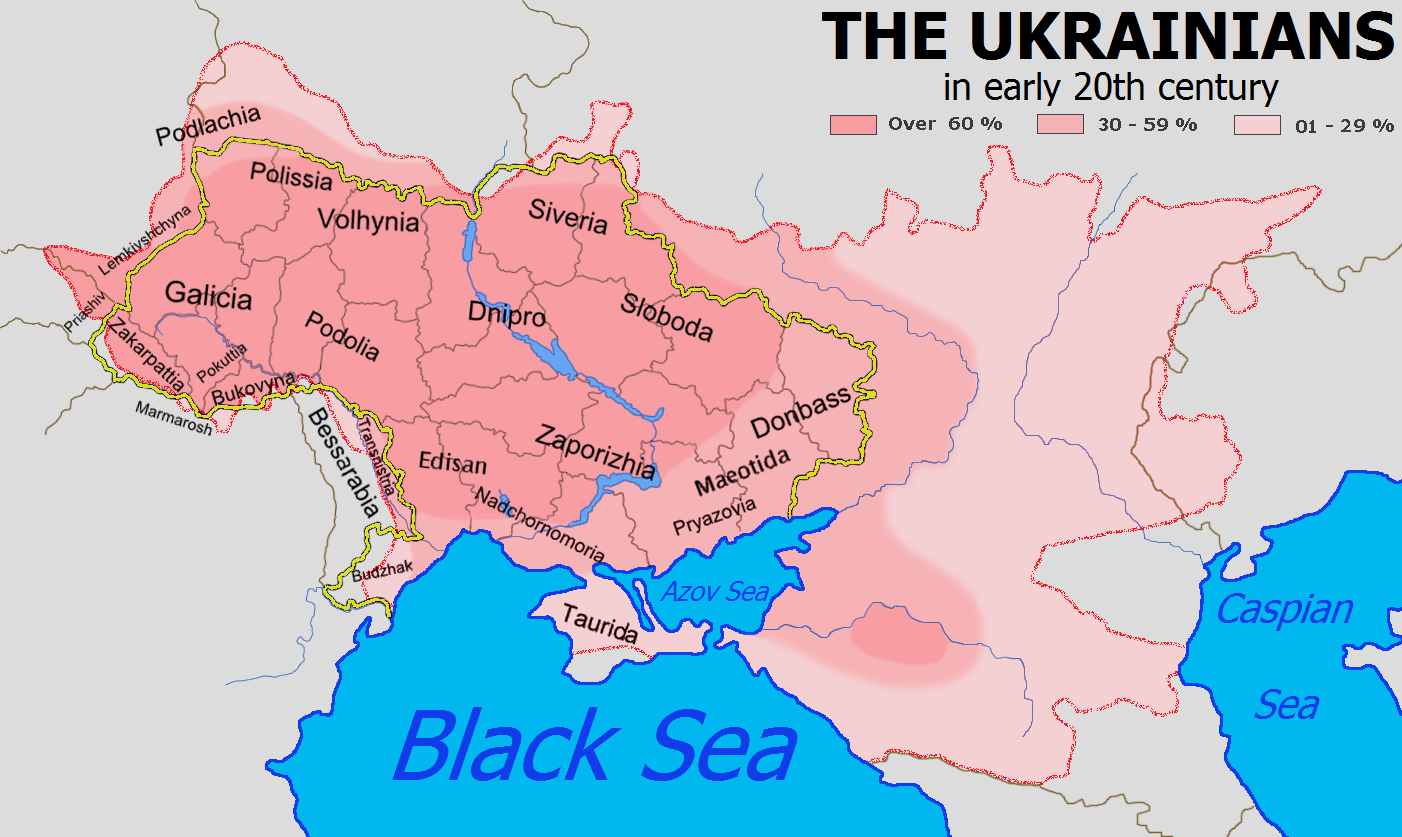
Území osídlené Ukrajinci v roce 1919

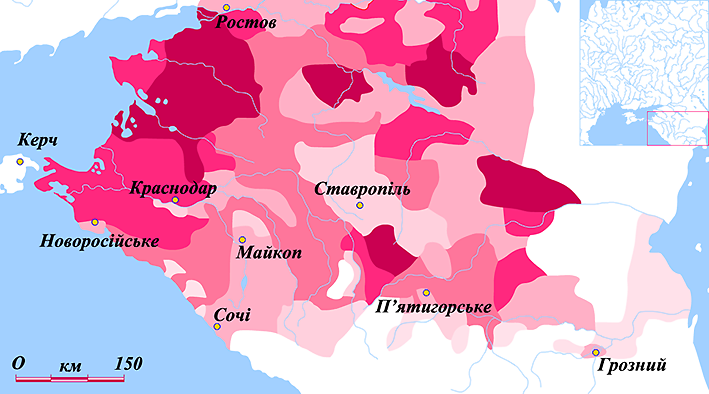
Ukrajinci na Kubáni v roce 1926
90-75%
75-50%
50-25%
25-10%
10-5%
5-2%

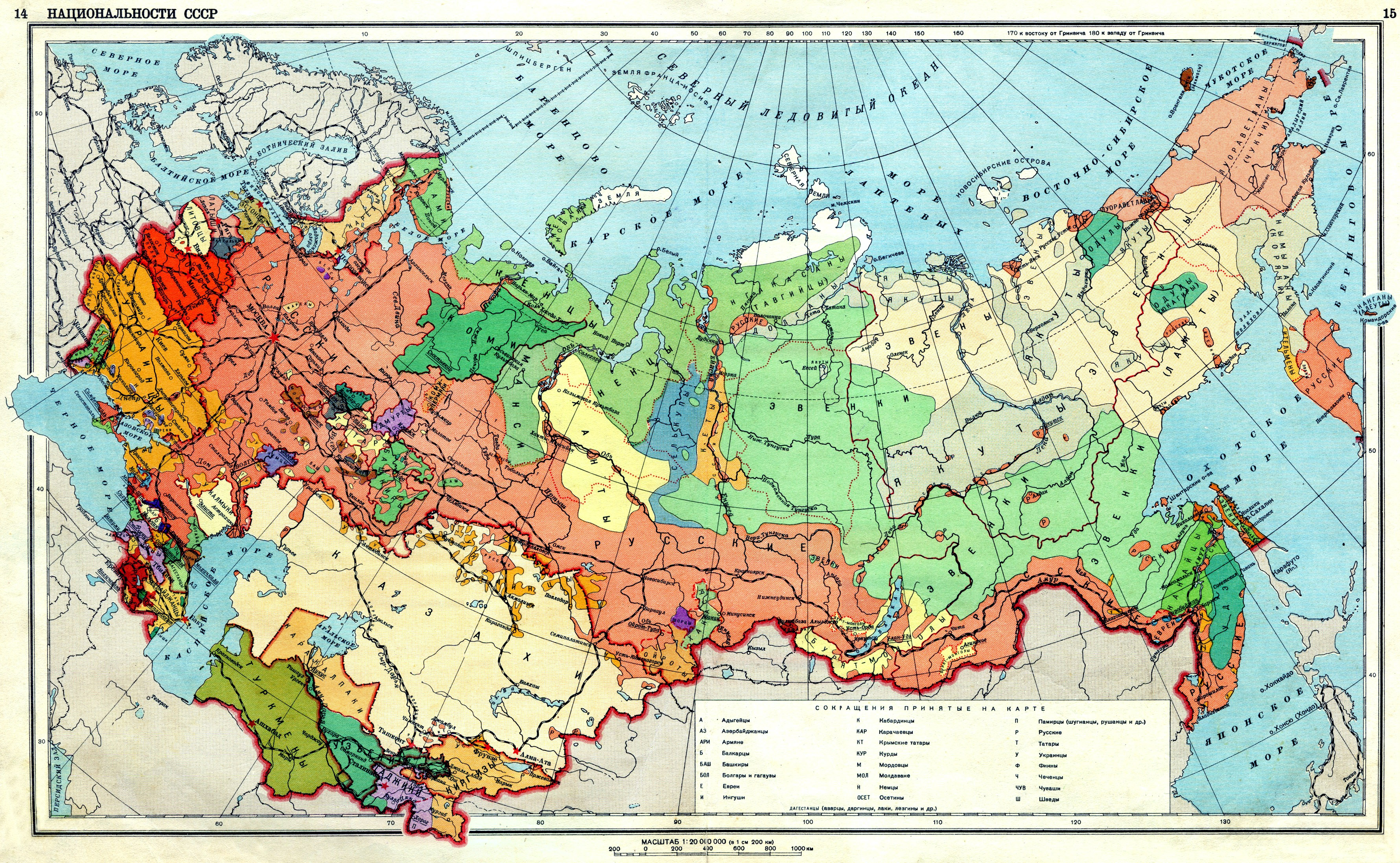
Etnografická mapa SSSR v roce 1941 (Ukrajinci oranžově)

Velká Ukrajina (ukrajinsky Велика Україна) je politická koncepce usilující o sjednocení všech území obývaných Ukrajinci. Návrh na vytvoření ukrajinského státu vznesl v roce 1904 Mykola Michnovsky a jeho Ukrajinská lidová strana, kteří plánovali „jednotnou, nedělitelnou Ukrajinu mezi Karpatami a Kavkazem“. Kromě současného území Ukrajiny měly k tomuto státu patřit části Polska a Slovenska, kde převažují Ukrajinci (Rusíni), dále města Starodub, Bělgorod a Rostov na Donu a Kubáň, kde tvořili podle sčítání v roce 1926 Ukrajinci 55 % obyvatel.